# Dembos
Dembos é um município da província do Bengo, Angola. A sede do município é a cidade de Quibaxe. 
Em 2014 tinha 28.202 habitantes. É limitado a norte pelos municípios de Nambuangongo e Quitexe, a leste pelo município de Bula Atumba, a sul pelo município de Pango Aluquém e a oeste pelo município do Dande.
O município localiza-se a cerca de 180 quilómetros a norte da cidade de Caxito, na mesma província, e compõe-se de quatro comunas: Paredes, Piri, Quibaxe e São José das Matas (antiga Quoxe). O administrador, desde 2017, é António Augusto João.

## História
O município dos Dembos foi parte do histórico distrito dos Dembos (precursor da atual província do Bengo) no século XIX. Após a extinção do distrito, tornou-se concelho do Cuanza Norte, mesmo após a independência nacional, em 11 de novembro de 1975. Permaneceu agregado àquela província (os distritos tornaram-se província após 1972) até 1980, altura em que foi integrado na província do Bengo. Foi elevado a categoria de vila em 1921, pela portaria nº57.
A 28 de julho de 2016 o município celebrou os seus 95 anos. O ponto mais alto das festas foi a inauguração de um sistema de captação, tratamento e distribuição de água na sede municipal dos Dembos, beneficiando a população da cidade de Quibaxe e seus arredores. Foi ainda depositada uma coroa de flores e realizado um ritual tradicional junto a nascente do rio Sengue. Houve ainda visita ao hospital regional, limpeza urbana, culto ecuménico , feira de produtos diversos, prova de atletismo, uma palestra sobre “A história da região dos Dembos”, caldo dos Dembos e uma noite cultural com lançamento de fogo-de-artifício.